# Dahsúr

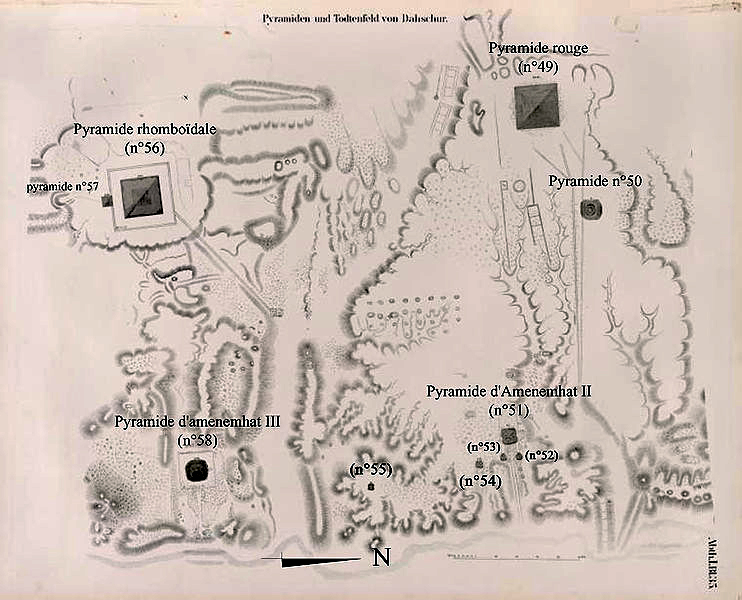
A dahsúri piramismező Karl Richard Lepsius térképén

Dahsúr (arab írással: دهشور Dahšūr) ókori egyiptomi piramismező és nekropolisz az óbirodalom és középbirodalom idejéből. Gíza kormányzóságban található, Gíza városától kb. 26 km-re délre, a Nílus nyugati partján. Nevét a közelben fekvő Dahsúr és Minsat Dahsúr településekről kapta. A nekropolisz észak-déli irányban kb. 3 kilométer hosszú, és 1,5 km mélyen nyúlik be a sivatagba.
Az ókorban a nekropolisz az alsó-egyiptomi 1. nomosz déli határát jelentette. Ókori neve valószínűleg Iu-Sznofru, „Sznofru szigete” volt, melyet említenek Szinuhe történetében is. Mai neve az ógörög Ταχυρις (kopt ⲧⲁϩϭⲟⲩⲣ) névre megy vissza.
A nekropolisz és a piramismező 1994 óta a világörökség javaslati listáján szerepel.

## Királysírok
A dahsúri síkságon öt piramiskomplexum található a IV. és XIII. dinasztia közti időből. Sznofru volt az első, aki itt építkezett, neki két nagy piramisa épült itt. A terület délnyugati részén áll a király tört falú piramisa, melytől délre mellékpiramis áll, keleti oldalán áldozati helyek találhatóak. A piramistól út vezet a művelhető földterületre, félúton a király kultuszának temploma áll. A piramiskomplexumhoz tartozó völgytemplom valószínűleg a művelhető területen állt. Sznofru második piramisa, a vörös piramis innen két kilométerre északra áll, alsó harmadát részben még mindig elfedi a sivatag homokja. A két piramishoz tartozó piramisváros a vörös piramistól keletre fekszik, a művelhető területen, Sinbab település mellett. A város neve Hai-Sznofru volt.
Sznofru halála után a királyi nekropolisz szerepét Gíza vette át, és Dahsúr veszített jelentőségéből, a piramisvárosban azonban nem szűnt meg a királyi halottkultusz; a VI. dinasztia idején élt I. Pepi korából fennmaradt egy dekrétum, amelyből kiderül, hogy a helyi papság mentesült az adók alól.

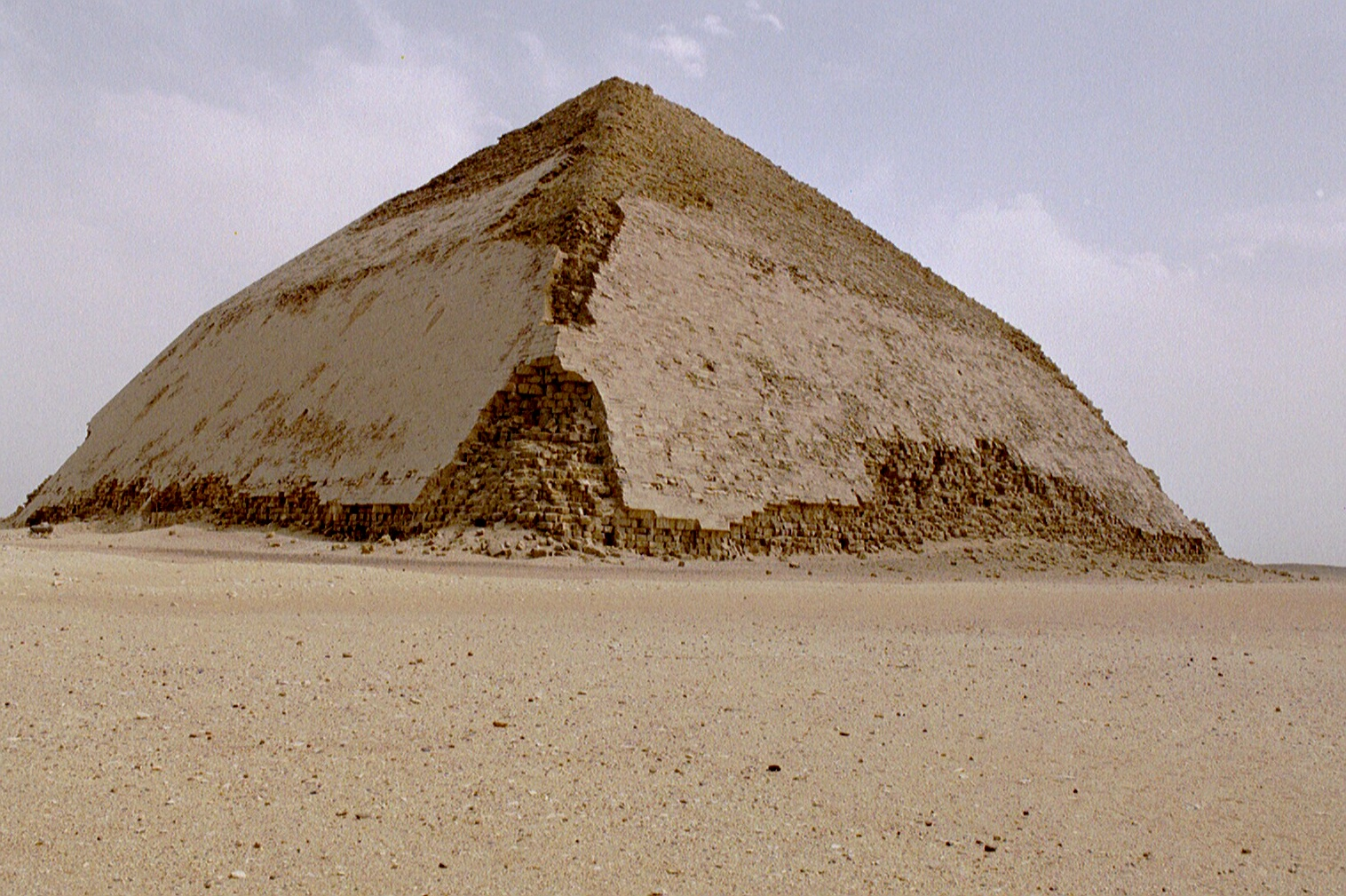
Sznofru tört piramisa
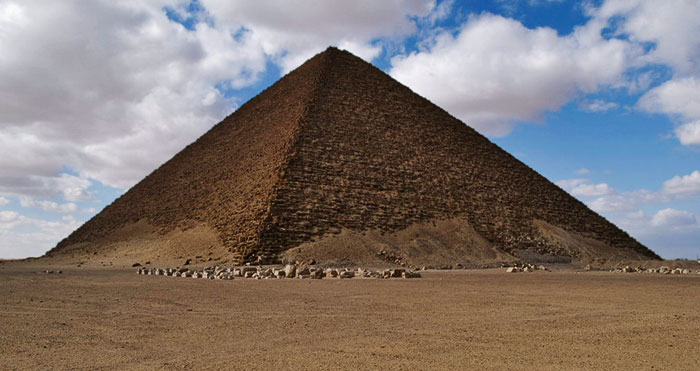
Sznofru vörös piramisa
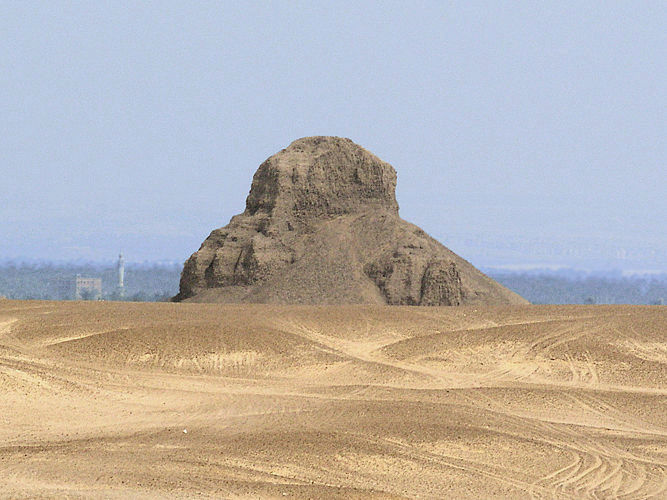
III. Amenemhat piramisa
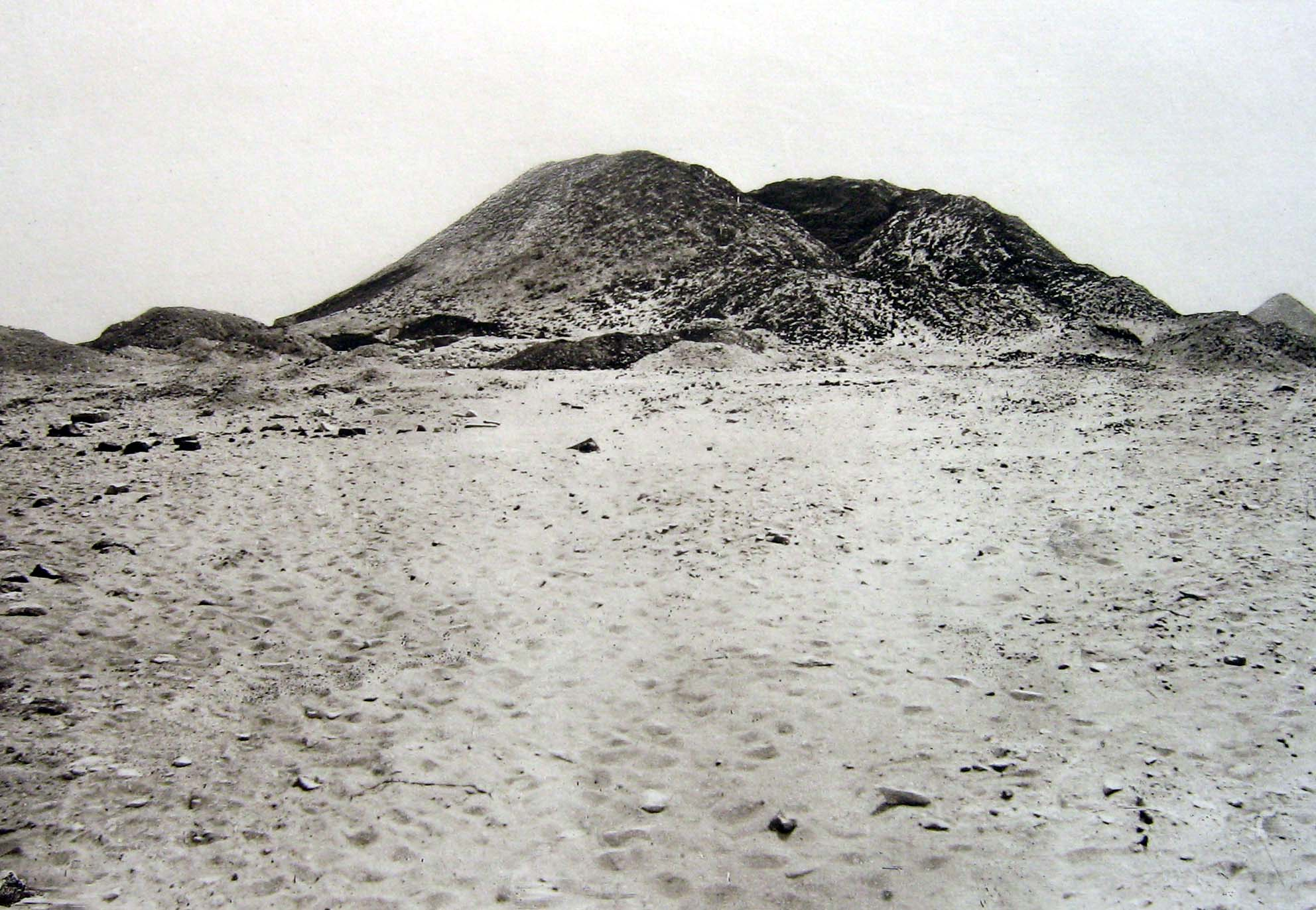
III. Szenuszert piramisa

A XII. dinasztia idején a nekropolisz ismét visszanyerte jelentőségét, mert nem feküdt messze az új királyi székhelytől, Itj-tauitól. II. Amenemhat a vörös piramistól 1,2 km-re keletre építtette fel mészkőpiramisát, a fehér piramis. A hozzátartozó piramisvárosban találhatóak családtagjainak és udvaroncainak sírjai, köztük az uralkodó két lánya, Ita és Hnumit kettős sírja, melyből egyedülálló ékszerlelet került elő. Innen északkeletre fekszik III. Szenuszert piramisa, mely nagyrészt leomlott. A hozzátartozó piramiskörzethez négy további sír tartozik, melyekből további ékszerek kerültek elő; a körzet délnyugati sarkában a régészek három cédrusfa bárkát és további bárkák maradványait találták. III. Amenemhat piramisa, a fekete piramis téglából épült magva a nekropolisz délkeleti sarkában található. Mivel ez a király egy második piramist is épített, Hawarában, és ott temették el, a dahsúri csak álsír lehetett.
A XIII. dinasztiához tartozó Hór a fekete piramistól északra készíttetett aknasírt magának és lányának, Nubhoteptikhrednek. Nagyjából ugyanebben az időben épült a mára elpusztult Ameni Kemau-piramis, amelyet 1957-ben fedeztek fel. Számos, votív felirattal ellátott sztélé arra utal, hogy a Középbirodalom idején az istenített Sznofru kultusza virágzott a tört piramishoz tartozó halotti templomban. A kultusz legalább az újbirodalom idejéig fennmaradt; a hely még a későkorban is jelentőséggel bírt.

### A piramisok
| IV. dinasztia                                                           | XII. dinasztia                                                                | XIII. dinasztia |
| - Sznofru tört piramisa - Sznofru vörös piramisa - Lepsius L-50 piramis | - II. Amenemhat piramisa - III. Amenemhat piramisa - III. Szenuszert piramisa | - Ameni Kemau piramisa - Közép-dahsúri piramis - Dél-dahsúri A piramis - Dél-dahsúri B piramis - DAS 46 - DAS 49 - DAS 50 - DAS 51 - DAS 53 - Ameni Kemau második piramisa, Hatsepszut hercegnő sírja |

## Magánsírok
A dahsúri magánsírok nekropolisza az uralkodók piramisaival párhuzamosan alakult ki és fejlődött. Sznofru idejéből már ismert egy sírcsoport III. Szenuszert későbbi piramisától délre. Sznofru néhány fiát (Kanofer, Kedsepszesz, Noferhersznofru) masztabasírokba temették, ezek a fehér piramistól északra találhatóak. A VI. dinasztia legjelentősebb masztabasírjai közé tartoznak Szesemnofer és Sznofruinisetef sírjai, melyek nagyméretű festményei ma Kairóban találhatóak, valamint valamivel távolabb Nianhsznofru és Szanhwati sírjai. A IV.–VI. dinasztiák egy másik temetője a terület délkeleti szélén fekszik; itt található Iynofer, valamint Duaré sírja. Az V. dinasztia korából egyetlen masztaba található itt, a vörös piramistól keletre.
A Középbirodalom idején további temetők alakultak ki a területen, meglehetősen kicsi masztabákkal, melyekben nagy gonddal kialakított sírkamrák és kőszarkofágok voltak. Ezek közül többek közt Sziésze vezíré jelentős, II. Amenemhat piramisától délre. Az Újbirodalom idején is számos temetkezés történt itt; a későkorban szétszórtan ismét temetkezésekre került sor. A görög-római korban III. Szenuszert piramisa körül jött létre egy temető.

## Feltárása
Dahsúrt eredetileg arab földrajztudósok kezdték felderíteni, akiket elsősorban rejtett kincsek érdekeltek. Az első európai, aki leírta a területet, Richard Melton utazó volt, aki 1660-ban járt itt, és – ahogy Richard Pococke a 18. század elején – eleinte csak a tört piramis iránt érdeklődött. A vörös piramist John Shae Perring kutatta 1837-ben. További szisztematikus munkálatok 1842-43-ban zajlottak Karl Richard Lepsius, valamint 1882-ben Flinders Petrie vezetésével.
Az első jelentősebb ásatások a 19. század végén kezdődtek, Jacques de Morgan vezetésével, aki az Ó- és Középbirodalom piramisait és hivatalnoki sírjait ásatta. De Morgan minden piramis mellett hercegnősírokat talált, melyek némelyikéből gazdag ékszerleletek kerültek elő. Az 1950-es évek elején Ahmed Fakhry és Herbert Ricke a tört piramis egész környékét feltárta. 1973-ban leletmentő ásatásokra került sor, melynek során a terület északi részén több mint 350 sírt feltártak. Az 1970-es évek óta a Dahsúr környéki sivatag a katonaság által nagyrészt lezárt területnek minősül, ami a régészeti kutatásokat hosszú időn át nem tette lehetővé, napjainkban azonban ismét számos feltárás folyik itt. A Német Régészeti Intézet kairói részlege II. Amenemhat piramiskomplexumán és a tört piramishoz vezető úton dolgozik, a Metropolitan Művészeti Múzeum III. Szenuszert piramisát kutatja, a Vaszeda Tudományegyetem pedig az észak-dahsúri újbirodalmi sírokat.

## Fordítás
- Ez a szócikk részben vagy egészben  a   Dahschur című német Wikipédia-szócikk ezen változatának fordításán alapul.  Az eredeti cikk szerkesztőit annak laptörténete sorolja fel. Ez a jelzés csupán a megfogalmazás eredetét és a szerzői jogokat jelzi, nem szolgál a cikkben szereplő információk forrásmegjelöléseként.

## Külső hivatkozások
- Dahsúr az UNESCO világörökség-listáján (angolul) (franciául)
- Projektoldal a DAI Kairo oldalán
- A dahsúri ásatások a Vaszeda Tudományegyetem honlapján

é. sz. 29° 49′ 00″, k. h. 31° 13′ 00″29.816667°N 31.216667°E